# Xã Pleasant, Quận Switzerland, Indiana
Xã Pleasant (tiếng Anh: Pleasant Township) là một xã thuộc quận Switzerland, tiểu bang Indiana, Hoa Kỳ. Năm 2010, dân số của xã này là 1.521 người.